# Бадрак, Алексей Григорьевич
Алексей Григорьевич Бадрак (род. 27 августа 1950, Кандалакша, Мурманская область, СССР) — советский и российский танцор, балетмейстер. Брат Николая Бадрака.

## Биография
Учился в хореографической студии при Ансамбля танца Украины (окончил в 1970 году), в 1969—1977 годах был артистом этого ансамбля, танцевал сольные партии в хореографических миниатюрах и композициях «Ползунец», «Чумацкие радости», «Запорожцы», «Гопак» и др.
В 1982 году окончил балетмейстерское отделение Ленинградской консерватории (учился у Л. С. Лебедева и О. Виноградова). В том же году стал дипломантом Всесоюзного конкурса балетмейстеров и артистов балета в Москве.
В 1983 году был назначен главным балетмейстером Горьковского театра оперы и балета. Среди постановок Бадрака в этом театре выделяются балеты «Дубровский» на музыку В. Кикты (1984) и «Метель» на музыку Г. Свиридова (1986) — оба перенесены на сцену впервые. К обоим балетам Бадрак сам создал либретто (для «Дубровского» совместно с Киктой). В 1991 года перенёс балет Свиридова на киноэкран, став режиссёром и хореографом-постановщиком фильма-балета «Метель». Помимо указанных балетов за четыре года работы в Горьком Бадрак поставил «Письма с фронта» по вокально-симфонической поэме «Военные письма» В. Гаврилина и «Каменный цветок» на музыку С. Прокофьева (оба — 1985).
В 1987—1989 годах работал стажером-балетмейстером Большого театра в Москве. В 1990 году основал труппу «Гришко-балет» (с 1991 года — Российский камерный балет «Душа России»). В начале 1990-х годов сотрудничал с театром «Балет Новосибирск-100».
С 1993 года живёт и работает в Калифорнии (США). Преподавал в Тихоокеанском университете (University of the Pacific, Стоктон), руководит балетной школой, сотрудничает с различными местными балетными труппами.
«Балетмейстерское искусство Бадрака базируется на принципах режиссерского театра <…>. Хореография основывается на сочетании классического танца с элементами фольклора, национальной традиции, свободной пластикой и танцевальной пантомимой».